# 上海中国航海博物馆
中国航海博物馆位于上海市浦东新区南汇新城申港大道197号滴水湖畔，是中国第一个国家级的航海博物馆，同时也是中国规模最大、等级最高的综合性航海博物馆，整个馆内收藏了2万余件与航海有关的物品。

## 筹建过程
博物馆由中华人民共和国交通运输部和上海市人民政府共同筹建。2005年7月，中国隆重举行郑和下西洋600周年纪念活动，决定建造中国首个国家级航海博物馆。2006年1月进行了工程奠基。2006年7月中华人民共和国国务院办公厅同意冠名为“上海中国航海博物馆”。2009年9月，博物馆的土建工程完工。2010年7月5日，中国航海博物馆正式开馆。

## 主体建筑
博物馆占地24830平方米，建筑面积46434平方米，室内展示面积21000平方米，室外展示面积6000平方米。国际航海博物馆协会主席卢梅杰在博物馆建成时，评价其为世界最大的航海博物馆。整座建筑最中心的造型为“白帆”，远望为白玉兰形象，也如同被风吹起的巨帆，贴合博物馆的主题。展区主体由意大利芬尼克、洛赛里和热那亚航海博物馆设计人员组成的团队进行设计，由于建筑的形状特殊，对于工程技术有较高要求，每一块玻璃、钢板、铝片的形状都是不一样的。

## 展馆
博物馆共设有6个展馆，分别为航海历史馆、船舶馆、航海与港口馆、海事与海上安全馆、海员馆、军事航海馆。此外还有渔船与捕鱼、航海体育与休闲专题展区，以及天象馆、4D影院、儿童活动中心。此外还有不定期展览，曾举办过泰坦尼克号百年纪念展、中荷文化交流展等。

### 航海历史馆

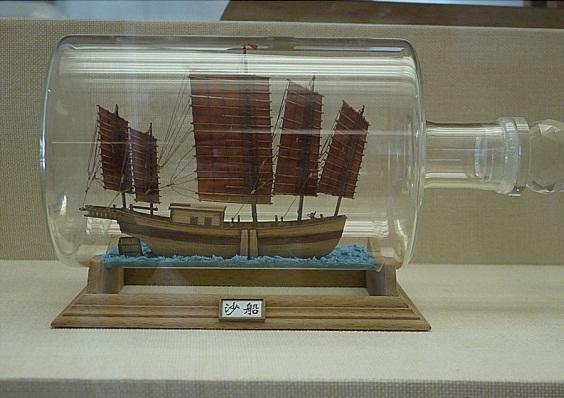
瓶中的沙船模型

在航海历史馆中，展品按照时间被分别放入古代、近代、现代三个展区，介绍了浮力渡水、独木舟、木板船、帆、桨、橹、舵、指南针等造船和航海技术，介绍了中国航海技术的发展演变过程。展品有哥德堡号、扬武舰、汴河客船等模型，独木舟、羊皮筏子等实物，以及江苏海防图、清明上河图（清院本）等航海历史馆是中国航海博物馆的重点展馆。

### 船舶馆
船舶馆中主要介绍了船舶结构与设备和船舶制造。馆内有1:6大型万吨级货轮高仿真剖面模型，用以展示船舶结构，展出了明代快船、明轮船等模型，并且有船舶主机动力系统和驾驶室实物。 

### 海员馆

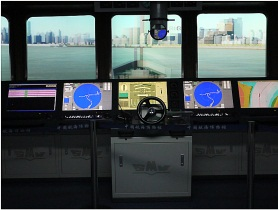
游客可通过模拟器来体验驾驶船只

海员馆主要展示与海员日常生活和工作紧密相关的实物，并参照大型集装箱船驾驶室建造了大型的航海模拟器，观众通过模拟器对船舶进行操纵。馆内展出有海员生活的舱室、海员服装等，并且有工作人员现场教授如何打船用绳结。

### 航海与港口馆
航海与港口馆主要展示了用于航行的仪器仪表，介绍了地文航海、天文航海、无线电航海等航行技术的发展历程。同时也展出了一些反映港口与航道的文物和实物，展品有新海鲸号模型、船用白光环照灯、船用信号灯与雾锣、磁罗经、风速风向仪、航标灯、空气压缩机、六分仪、拖曳式计程仪、老码头模型等。

### 海事与海上安全馆
海事馆展区主要展示海事沿革和海事监管执法，海上安全馆展区通过实物、模型、多媒体等方式展示海上救助、海上打捞等，并有打击海盗的专题内容 ，展品有闭式潜水钟、打捞浮筒、甲板减压舱的等比例模型，同时也有南海救131的船舶模型。

### 军事航海馆
军事航海馆中展示了军舰模型、海军军旗、海军军装等，并且介绍了中国人民解放军海军的发展历程，除了高仿真的潜艇指挥舱以外，还有各类导弹驱逐舰、航母舰队模型等。

## 特色展品

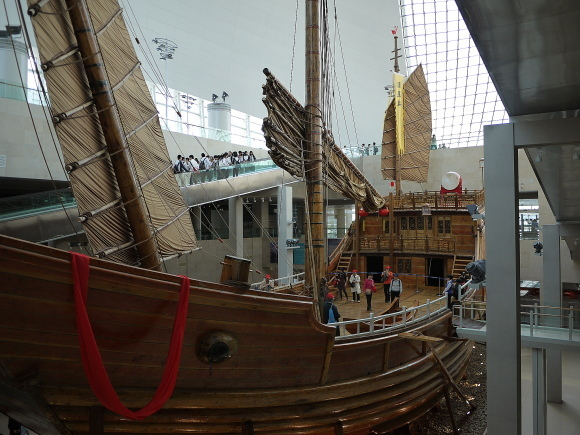
中央大厅中的明代福船模型复制了郑和下西洋船队中的标准船型

一楼中央大厅中陈列了一艘大型仿古木帆船，被称为镇馆之宝，船体总高9米，主桅杆高27米，船长31.3米、外宽8.8米。这艘船以15世纪郑和下西洋船队中的明代福船为蓝本，以1:1比例建造而成，建造过程中采取被列为非物质文化遗产的榫卯连接技术，整艘船可以实际下水航行。除此之外，博物馆还收藏了和郑和下西洋有关的文物，比如郑和下西洋中船载的金锭、香料、彩塑像，郑和下西洋中为祈求和平铸造的铜钟等，都是国家一级、二级文物。
博物馆中实物藏品超过2万件，并且有海图5万份、文献书籍2万册。在众多展品中不乏珍品，比如民国时期的船员证件、船舶国籍证书、船舶所有权证书、1875年东海岸海图等。同时也有振华4号轮在亚丁湾成功击退海盗的实物、北京奥运会开幕式上的表演道具船桨等有趣的收藏。

## 社会捐赠
博物馆的展品来源主要有国家划拨、博物馆购买、社会捐赠等三种方式，保护资金有财政资金和社会捐赠两种方式。上海市人民政府于2007年通过了《上海中国航海博物馆捐赠办法》，从受赠财产使用、财务制度建设、相关单位和个人监督等三方面，对捐赠财产的监管作了规定。同时为了鼓励捐赠，还博物馆根据捐赠人的贡献情况，进行授予荣誉证书、在捐赠碑上镌刻留名纪念等方式进行奖励。博物馆在筹建起就开始接受企业和个人的捐赠，如1872年购进的中国第一艘近代铁壳商船伊顿轮模型、20世纪30年代上海港码头上使用的系缆桩、清朝海关航道图、中华民国时期英文版的交通部要求收回航道管理权的文件、个人核雕作品《南湖红船》等。

## 参观信息

### 开放时间与票务
开放时间为9:30-16:00。每周一闭馆，节假日除外。 
门票对于学生、团体、60岁以上老人有优惠，而学龄前儿童、现役军人、离休干部、残障人士可免费参观。每年7月15日为中国航海日，博物馆对外免费开放。

### 交通
地址为上海市浦东新区临港新城申港大道197号，靠近滴水湖。公共交通有轨交16号线滴水湖站转1096路。自驾车线路为：上海外环线（浦东国际机场方向），转沪芦高速公路（东海大桥方向）,最后从临港新城主城区出口到达临港新城。